# Sporturi ecvestre
Majoritatea cailor existenți au o covârșitoare relație cu omul. Această relație este legată, în cea mai mare parte de timpul liber și de plăcere, caii fiind folosiți cu succes la mai multe sporturi. Călăria, cursele, sau simpla apropiere de cal reprezintă un mod de petrecere a timpului liber ce depășește granițele naționale, etnice și sociale. Caii de sport variază de la cel mai mic ponei gymkhana până la rase speciale de sport  și la săritori olimpici. Natura competitivă a omului și plăcerea față de puterea, viteza, grația și măreția calului a asigurat supraviețuirea și prosperarea în perioada mecanizării, înlocuind rolul acestuia în luptă, la munca câmpului și de animal de povară.

## Caii pentru sport
În fiecare sport sunt calități pe care le au cei mai buni cai și pe care le caută călăreții experimentați. Echilibrul este cheia succesului și un cal care merge frumos probabil se va coordona bine și la un ritm mai alert. Umerii sunt articulațiile cele mai importante în locomoție și acționează ca un pendul pentru picioarele anterioare, de aceea trebuie să aibă un unghi corect. Dacă nu sunt prea drepte, calul nu va putea galopa cu ușurință în josul pantei. Corpul voluminos indică existența unui loc suficient pentru inimă și plămâni. Calul este un animal cu „tracțiune pe spate”, iar o lungime potrivită de la șold la nivelul jaretului, combinată cu picioarele posterioare lungi și puternice reprezintă indicii pentru putere mare de propulsie. Copita, ca prim punct de contact cu solul, trebuie să aibă o formă regulată și să aibă osul dens și dur. Capul va descrie caracterul. Inspecția unui cal bun pentru sport trebuie să prezinte similarități între diferite tipuri de sport.

### Calul pur sânge
Calul pur sânge este de cele mai multe ori selecționat pentru viteză, dar este talentat în multe alte sfere. Nu este nimic ce un cal comun poate face pe care calul pursânge sa nu îl facă mai bine. Datorită încrucișărilor judicioase, are calități de la rase mai puțin rafinate. Pursângele englez este o rasă cu caracteristici distinctive nemaiîntâlnite, evidente în modificările structurii osoase, musculare, ale inimii, plămânilor și glandelor, care l-au făcut ideal pentru performanțe atletice superioare. Oasele mai fine ale pursângelui încorporează putere și ușurință, care permit un grad mare de flexie și extensie care contribuie la lungimea pasului. Pursângele englez reaționează rapid la andrenalina circulantă care inițiază reacții fiziologice și metabolice în timpul exercițiilor, o capacitate de efort ridicată a inimii și o rezervă de celule roșii ale splinei mai mare decât cea obișnuită, care asigură o bună oxigenare a inimii și a mușchilor în timpul exercițiilor solicitante.

## Cursele de galop
Sportul ecvestru este cel mai de durată dar al Imperiului Britanic în lume. Cursele de cai au întrecut de departe toate celelalte sporturi naționale cum ar fi cricket-ul, tenisul, golful și fotbalul. Rasa pursânge englez, considerată cea mai nobilă creație a omului a fost creată cam în o sută de ani, în jurul anilor 1750, iar cursele au atins forma cunoscută în prezent în 1800.

### Structura sportului
Punctul de start este proprietarul, de care depind toate celelalte. Acesta angajează un antrenor profesionist pentru a se îngriji de starea fizică a calului, și un jocheu care să-l călărească. Proprietarul poate fi un șeic membru al familiei regale a Emiratelor Arabe din Dubai care poate avea mii de cai care concurează în toată lumea, sau poate fi un membru al unui sindicat sau club de călărie cu doar un cal în posesie. Proprietarii pot ține caii doar din plăcere, fără să se aștepte la profit, pentru afaceri, sau o combinație a celor două.
Profesioniștii în afacerea curselor sunt antrenorii și jocheii. În general, cei mai buni antrenori se află sub patronajul celor mai mari proprietari, și pot avea peste 200 de cai în grijă, drept urmare, și un personal numeros la grajduri și pentru călărie. Jocheii pot avea contract cu un proprietar sau antrenor sau pot fi liber profesioniști și angajați pentru diferite curse. Călăreții amatori se ocupă de un număr mic de curse proprii. 
Pe de altă parte se află oamenii care sunt implicați în creșterea, selecționarea cailor de curse și aprovizionarea proprietarilor cu cele necesare pentru curse. Piața este condusă de comercianți care vând cai tineri cu sutele, uneori pentru sume enorme. Majoritatea cailor de rasă se vând la licitație, cea mai mare casă de licitație din lume fiind la Tattersalls, Newmarket și Keeneland în Kentucky.

### Calendarul
Caii participă la cursele de galop de la vârsta de doi ani pe distanțe de la 1000 m la 4400 m; cele mai prestigioase curse sunt cursele clasice pentru caii de trei ani și cursele pe distanțe medii pentru concurenții de toate vârstele, între 2000 și 2400 m. Majoritatea țărilor au un set de curse clasice, care testează diferite aptitudini; cele originale sunt cele britanice, de 100 de Guinee (alergată pentru prima oară în 1814 pentru mânze) și de 200 de Guinee ( 1809 pentru mânji și mânze) ambele de peste o milă la Newmarket în mai, Derby-ul din 1780 pentru mânji și mânze și Oaks în 1779 pentru mânze, ambele de peste 1,5 mile la Epsom în iunie. În America, cursele pe pământ sunt preferate celor pe zgură; cea mai faimoasă cursă este de 2000 de metri, Derby-ul Kentucky de la Churchill Downs, alergată prima oară în 1875.
În Europa cele mai importante curse sunt  King George și Regina Elisabeta Diamond Stakes de la Ascot în iulie și Premiul de l'Arc de Triomphe la Longchamp, Paris în octombrie. Valoarea lor monetară este uriașă, întrecută acum de  curse cum ar fi Cupa Japoniei, Cupa Dubai și Cupa Crescătorilor din America de Nord.

### CurseDerby
Una dintre frumusețile curselor din Marea Britanie este varietatea lor admirată de toată lumea. În America, pistele sunt toate ovale pe mâna stângă, dar în Marea Britanie se folosesc spații deschise la Newmarket, cercuri strânse la Chester și terenuri de pantă la Goodwood. Majoritatea curselor din Europa se țin în special primăvara, vara și toamna, dar sunt și câteva piste care permit desfășurarea curselor și iarna. Ca și în oricare domeniu unde sunt implicate mari sume de bani, lipsa de profesionalism este întotdeauna un risc. Cu toate că au reputația de a da bătaie de cap, cursele sunt desfășurate în prezent după reguli stricte și greșelile sunt rare.

## Cursele cu obstacole
Săriturile sunt denumite ruda săracă a curselor de galop în sens financiar. Premiile sunt mai mici și nu sunt implicați armăsari de valoare, majoritatea lor fiind castrați. Dacă cursele de galop sunt o industrie, săriturile sunt mai mult un sport. Au loc într-o formă sau alta în toată lumea, dar centrul lor este în Marea Britanie și în Irlanda. Grand National este cea mai faimoasă cursă cu obstacole din lume și cea care continuă să captiveze imaginația lumii. Nu este o cursă de campionat, are însă un handicap, unul în care caii poartă diferite greutăți pentru ca, teoretic, să-și egaleze șansele de câștig.

## Săriturile peste obstacole
Obstacolele sunt cea mai nouă ramură de competiție sportivă, cea mai artificială și, în mod cert, cea mai ușor de identificat. Conceptul este simplu; calul este îndrumat să sară într-o arenă închisă peste o serie de obstacole colorate, ce pot fi doborâte; este un spectacol dramatic și atractiv, în care puterea și corectitudinea sunt esențiale. Un parcurs de obstacole este un test care-și propune să scoată în evidență parteneriatul dintre cal și călăreț, cu diferite cerințe față de înălțime, construcție, secvențe și relația dintre obstacolele simple și cele combinate. Parcursul pentru competiția pe echipe din 1996 de la Jocurile Olimpice din Atlanta, care a fost construit de Linda Allan, este un exemplu superb; este formată din 13 obstacole cu 16 sărituri, punând mai mult accentul pe tehnică decât pe înălțime.

## Competițiile de dresaj
„Dresaj” este un cuvânt francez care se poate traduce ca antrenament și obiectivul său este de a produce cai corect dezvoltați, supli, ascultători și foarte ușor de călărit. Astfel, orice cal de călărit trebuie să învețe bazele dresajului în cadrul educației sale timpurii. Primele evidențe ale unui sistem progresiv de antrenament sunt scrierile generalului grec Xenophon (435-355 Î.Hr.), care a fost primul care a privit călăria ca pe o știință, și mai târziu, ca pe o artă. Cuvintele sale au fost ca o sursă de inspirație în timpul Renașterii, perioadă în care călăreții din Europa au început să călărească „clasic”, formând bazele călăritului modern. Preceptele clasice au fost apoi păstrate de militari — de obicei cu caii cei mai buni și cei mai disciplinați — și o formă timpurie de dresaj competitiv a fost reprezentată de competițiile pentru cel mai instruit cal al unui ofițer în secolul al XIX-lea.

## Triatlonul
Triatlonul  sau proba completă reprezintă teste ale antrenării și ale abilității și este similar cu competițiile de tip pentatlon sau decatlon. Calul și călărețul trebuie să facă față la trei discipline: dresaj, cros și obstacole, din care rezultă un scor cumulativ. La un nivel mai înalt, fiecare secțiune are loc într-o altă zi. Fiecare secțiune are un scop specific: dresajul arată supunerea și ascultarea calului față de călăreț, în ciuda faptului că este la apogeul puterilor sale fizice; crosul își propune să testeze forța, atleticismul, viteza și curajul; iar săriturile demonstrează că animalul este destul de viguros și suplu pentru a sări corect peste obstacole, chiar și după cros.

## Polo
Polo este cel mai rapid sport de echipă și cel care trebuie jucat cu sânge fierbinte și gândire rece. Un jucător bun de polo nu trebuie să fie doar un călăreț excelent, ci și un bun mânuitor al mingii. Necesitatea de bază, de a lovi o minge de 9 cm diametru cu o crosă cu mâner lung și o măciucă mică, de pe spatele unui cal în galop, necesită o abilitate exactă în a coordona ochii și mâna.
ISBN 973-9494-83-8